# HC ’s-Hertogenbosch

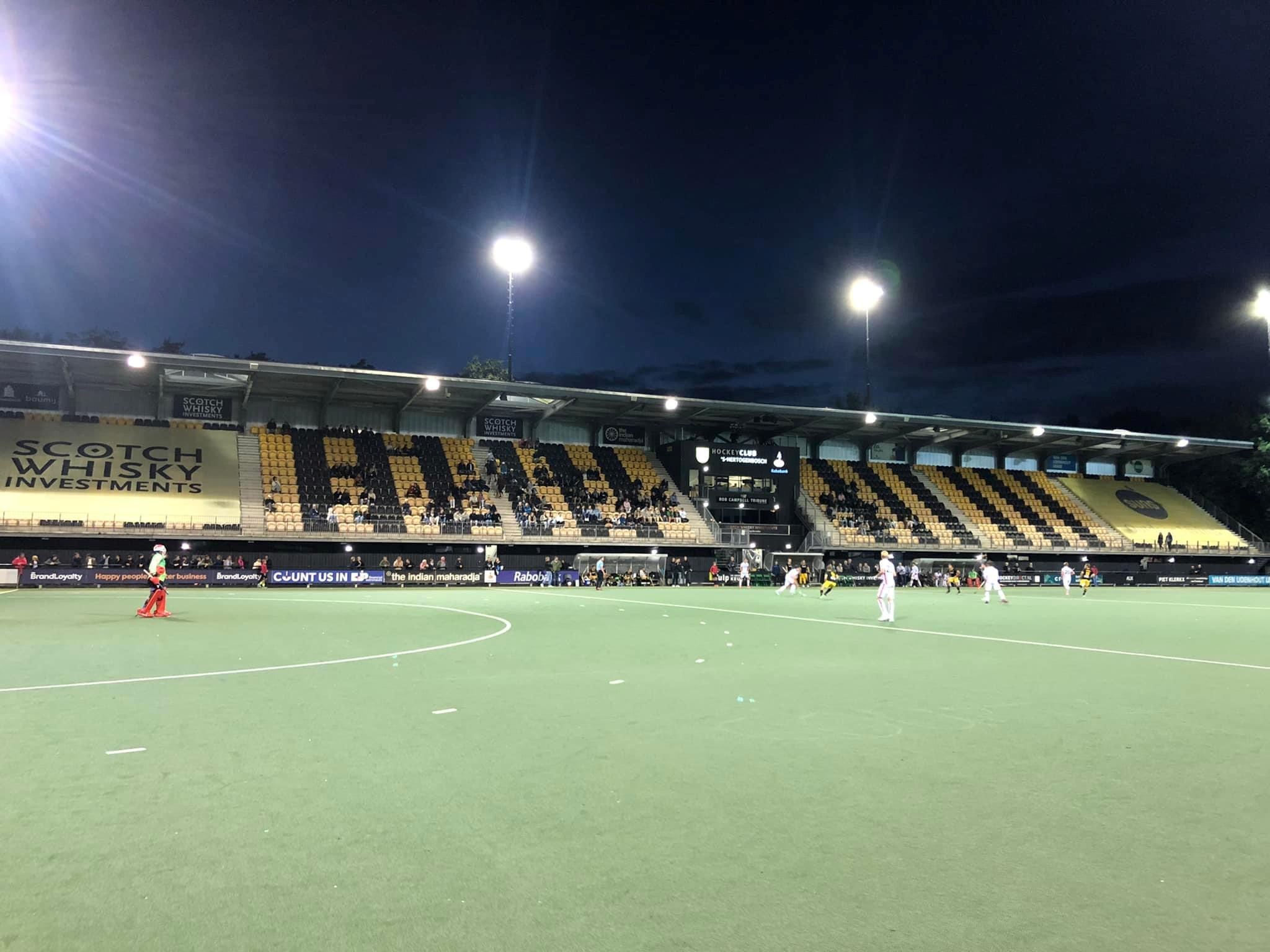
Complex Oosterplas, Spielstätte des HCH

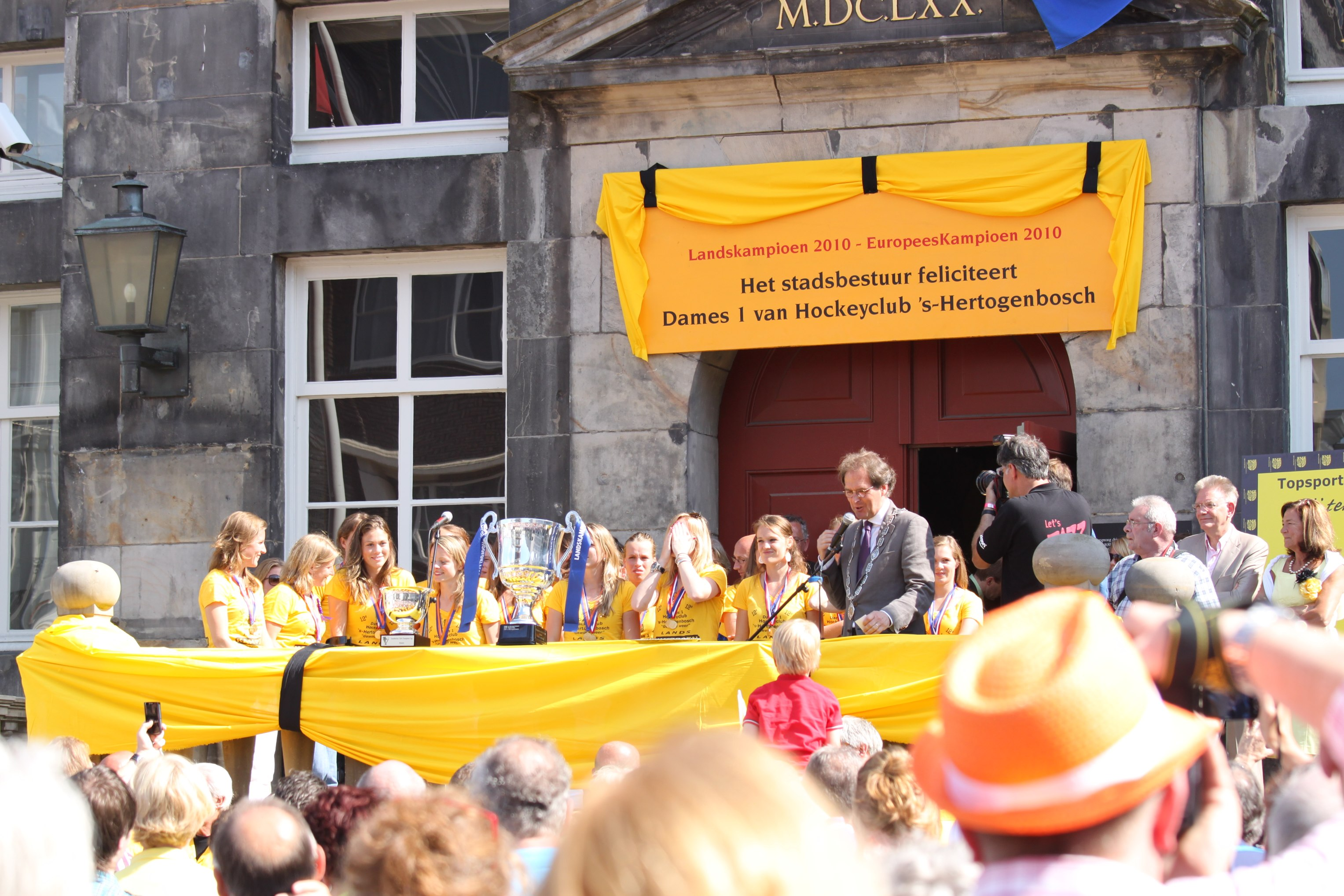
Meisterfeier der Damenmannschaft (2010)

Der Hockeyclub ’s-Hertogenbosch wurde am 14. Juli 1937 gegründet und ist mit 1977 Mitgliedern der sechstgrößte Hockeyverein der Niederlande. Sowohl die Herrenmannschaft als auch das Damenteam spielen in der höchsten niederländischen Liga, der Hoofdklasse, wobei vor allem die Damen bekannt sind, die seit Jahren das nationale und europäische Hockey dominieren. Die Clubanlage liegt am Oosterplassee in ’s-Hertogenbosch und verfügt über fünf Kunstrasenplätze (1 Wasserkunstrasen, 4 sandverfüllte Kunstrasen).

## Erfolge
| Europapokalbilanz Herren Feld |                    |        |       |           |
| Jahr                          | Wettbewerb         | Niveau | Platz | Ort       |
| 1998                          | Cup Winners Cup    | 1      | 1     | Den Bosch |
| 1999                          | Club Champions Cup | 1      | 1     | Terrassa  |
| 2001                          | Cup Winners Cup    | 1      | 1     | Den Bosch |
| 2002                          | Club Champions Cup | 1      | 2     | Antwerpen |

Herren:
- Niederländischer Meister: 1998, 2001
- EuroHockey Club Champions Cup: 1999
- EuroHockey Cup Winners Cup: 1998, 2001
- Niederländischer Meister Halle: 1970

Damen
- Niederländischer Meister Feld: 1998, 1999, 2000, 2001, 2002, 2003, 2004, 2005, 2006, 2007, 2008, 2010, 2011, 2012, 2014, 2015, 2016, 2017, 2018
- EuroHockey Club Champions Cup Feld: 2000, 2001, 2002, 2003, 2004, 2005, 2006, 2007, 2008, 2009, 2010, 2011, 2013, 2016, 2017, 2018
- Niederländischer Meister Halle: 1970, 1971, 1973, 1974, 1992, 2002, 2012, 2014
- EuroHockey Club Champions Cup Halle: 2013